# حرب دولة الكونغو الحرة الإعلامية

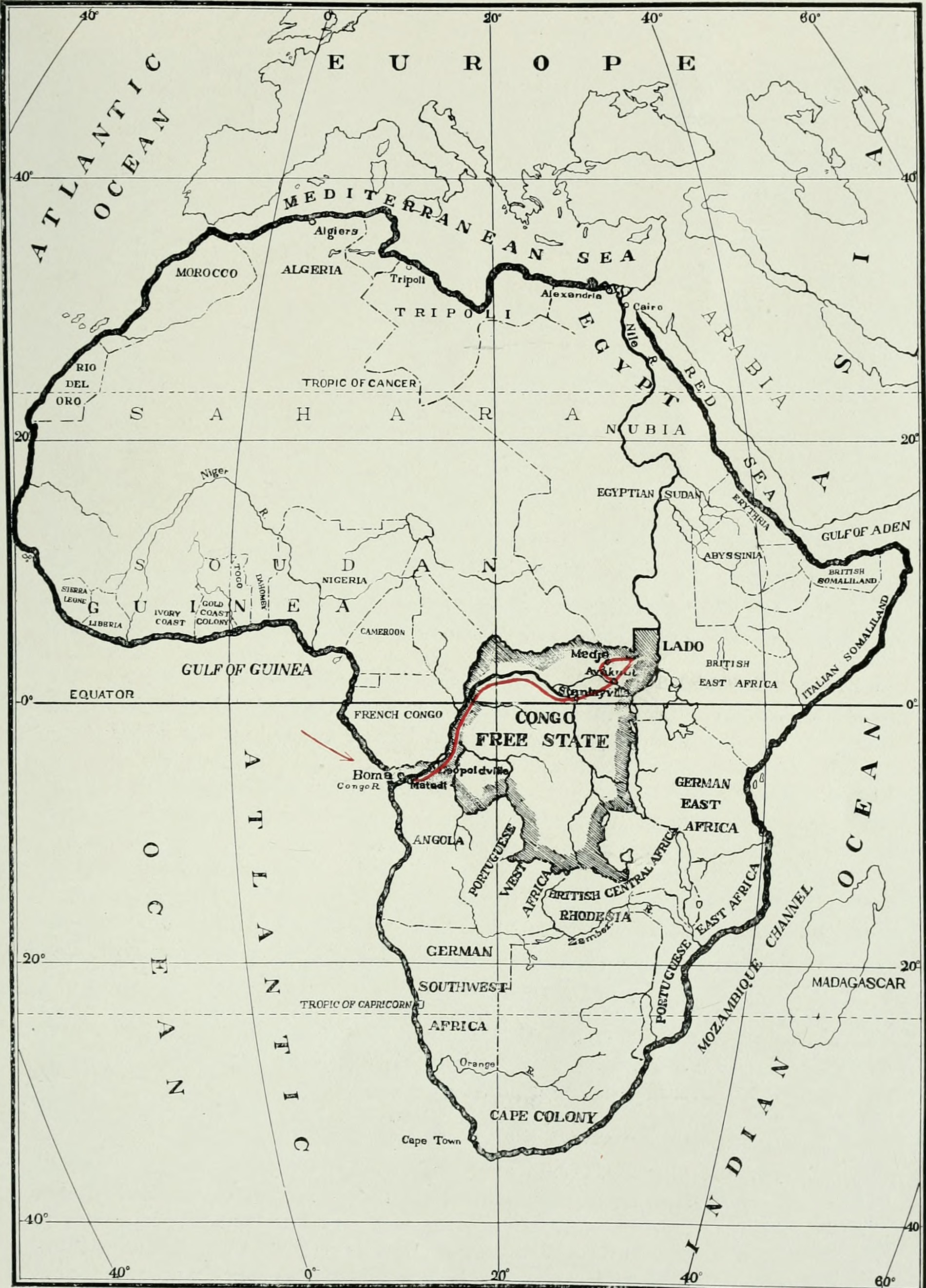

كانت حرب دولة الكونغو الحرة الإعلامية حملة بروباغندا إعلامية شنها كل من ملك بلجيكا ليوبولد الثاني ومعارضي دولة الكونغو الحرة. كان ليوبولد شديد الذكاء في تسخير وسائل الإعلام بهدف دعم سيطرته الافتراضية الخاصة على الكونغو.
نجح إدموند دين موريل في حملته ضد ليوبولد وركز الاهتمام العام على عنف حكم ليوبولد. استخدم موريل أخبار الصحف، والمناشير، وإفادات شهود العيان وصورًا من المبشرين وغيرهم من المنخرطين مباشرةً في شؤون الكونغو. عندما اكتسب موريل داعمين بارزين، أجبر الترويج الذي نتج عن حملته في نهاية المطاف ليوبولد على التنازل عن سيطرته على الكونغو لصالح الحكومة البلجيكية.

## الحرب الإعلامية

### المبشرون والكونغو
سمح الملك ليوبولد لعدة مئات من المبشرين البروتستانت الأجانب من إنجلترا والولايات المتحدة والسويد بالذهاب إلى الكونغو. نظرًا إلى أهداف الرابطة الإفريقية الدولية (آي إيه إيه) فإنه بالكاد استطاع رفض عروض «تمدن» الأفارقة. ذهب المبشرون إلى الكونغو بغرض التبشير، ومحاربة تعدد الزوجات وخلق الخوف من الخطيئة لدى الأفارقة. إلا أن الكونغوليين ركضوا واختبأوا بمجرد رؤيتهم للأوروبيين.
كتب أحد المبشرين البريطانيين أن حشده الإفريقي سأله: «هل يقوى هذا المنقذ الذي تخبرنا عنه على تخليصنا من مشكلة المطاط؟». أصبح المبشرون على دراية بالأحداث الدامية حول مراكزهم. دوّن أحد المبشرين السويديين أغنيةً حزينةً عن الموت والطغيان كان قد غناها الكثيرون في مركزه. بدأ بعض المبشرين بالاحتجاج على العنف من خلال رسائل شخصية إلى ليوبولد، بالإضافة إلى رسائل إلى الصحف والمجلات. لم تجد جهودهم تأثيرًا يُذكر على لفت انتباه العامة إلى وضعهم.

#### ويليام شيبارد
في أواخر الثمانينات من القرن التاسع عشر، بدأ ويليام شيبارد، مبشر بروتستانتي أمريكي من أصل إفريقي، الكتابة في الصحف والمجلات الأمريكية حول التشويهات وعمليات القتل التي شهدها. مع تهديدات الضرائب والترحيل، وضع ليويولد حدًا لكتابات شيبارد. أمر ليوبولد فيما بعد بأن يوجه المبشرون جميع مخاوفهم إليه وليس إلى الصحافة.

#### ي. ف. شوبلوم
تكلم المبشر السويدي المعمداني ي. ف. شوبلوم عن الويلات لكل من قد يستمع. في عام 1896، نشر في الصحافة السويدية مقالًا مفصلًا عن صناعة المطاط في الكونغو، وأعيد طبعه في كل مكان. تحدث عن وحشية القوات العامة خلال اجتماع عام حضرته الصحافة. رد مسؤولو دولة الكونغو بهجوم مضاد من المقالات الصحفية والرسائل وتعليقات ليوبولد في الصحف البريطانية والبلجيكية، وأخمدوا صوت شوبلوم. ولم يتحدث المبشرون بعد هذا إطلاقًا.

#### جورج واشنطن وليامز
خدم الكولونيل جورج واشنطن وليامز في جيش الاتحاد خلال الحرب الأهلية. دخل وليامز المدرسة اللاهوتية وأصبح قسًا. بعد انتقاله إلى واشنطن العاصمة، أنشأ صحيفةً سوداء وطنية، ذا كومونر. حُظرت الصحيفة بالإضافة إلى واحدة أخرى في سينسيناتي. أصبح مؤرخًا له احترامه من خلال كتاباته ومحاضراته.
في عام 1889، بدأ وليامز في الكتابة لصالح نقابة الصحافة الأوروبية. بعد مقابلة صحفية مع ليوبولد، ذهب وليامز إلى الكونغو ليشاهد «الحضارة المسيحية» بأم عينه. في بداية أبريل من عام 1891، كتب وليامز رسالةً إلى ليوبولد بعنوان رسالة مفتوحة إلى صاحب الجلالة ليوبولد الثاني، ملك البلجيكيين وسيد دولة الكونغو المستقلة عن معاناة المنطقة على أيدي عملائه. ساعدت رسالته في التأثير على الرأي العام الأوروبي والأمريكي ضد نظام الكونغو. تتهم الصفحات الأخيرة لوليامز ليوبولد بقائمة من الجرائم، بما في ذلك التلاعب بجموع الناس. أعرب عن عدم تصديقه: «شعرت بخيبة الظن والإحباط والخذلان كليًا».
كتب بعد ذلك تقريرًا عن دولة الكونغو إلى رئيس جمهورية الولايات المتحدة الأمريكية يصف فيها كيف تلاعب ليوبولد بالولايات المتحدة الأمريكية. بحلول الوقت الذي تلقى الرئيس بنجامين هاريسون نسخته من الرسالة، كُشفت الرسالة في الصحف الأمريكية والأوروبية. في 14 إبريل من عام 1891، نشرت صحيفة نيويورك تايمز مقالًا على الصفحة الأولى بقائمة المزاعم الكاملة.